# Tonga en los Juegos Olímpicos de París 2024
Tonga estuvo representada en los Juegos Olímpicos de París 2024 por cuatro deportistas, dos hombres y dos mujeres, que compitieron en tres deportes.
Los portadores de la bandera en la ceremonia de apertura fueron el atleta Maleselo Fufofuka y la nadadora Noelani Day. El equipo olímpico tongano no obtuvo ninguna medalla en estos Juegos.